# Bebrovo
Bebrovo (Bulgaars: Беброво) is een dorp in het noordoosten van Bulgarije. Het dorp is gelegen in de gemeente  Elena, oblast  Veliko Tarnovo. Het dorp ligt 13 km ten noordoosten van de stad Elena, 33 km van de stad Veliko Tarnovo en 220 ten noordoosten van de stad Sofia.

## Bevolking
In 1934 telde het dorp 1.032 inwoners. Dit aantal bleef relatief stabiel tot de periode 1956. Gedurende de tweede helft van de twintigste eeuw heeft het dorp een groot deel van het inwonersaantal verloren. Op 31 december 2020 telde het dorp 234 inwoners.
| Bevolkingsontwikkeling tussen 1934 en 2020          |
| --------------------------------------------------- |
|                                                     |
| Bron: Nationaal Statistisch Instituut van Bulgarije |

In de volkstelling van 2011 vormden etnische Bulgaren de meerderheid van de bevolking van het dorp met 67,9%. De Bulgaarse Turken vormden een significante minderheid met 21,7% van de bevolking.
| Etnische samenstelling van de respondenten (2011) | Etnische samenstelling van de respondenten (2011) | Etnische samenstelling van de respondenten (2011) | Etnische samenstelling van de respondenten (2011) | Etnische samenstelling van de respondenten (2011) |
| ------------------------------------------------- | ------------------------------------------------- | ------------------------------------------------- | ------------------------------------------------- | ------------------------------------------------- |
|                                                   |                                                   |                                                   |                                                   |                                                   |
| Bulgaren                                          | Bulgaren                                          |                                                   | 67,9%                                             | 67,9%                                             |
| Turken                                            | Turken                                            |                                                   | 21,7%                                             | 21,7%                                             |
| Roma                                              | Roma                                              |                                                   | 0,0%                                              | 0,0%                                              |
| Anders/Onbekend                                   | Anders/Onbekend                                   |                                                   | 10,4%                                             | 10,4%                                             |